# Constantin Z. Buzdugan
Constantin Z. Buzdugan (n. 3 iulie 1870, Coasta Lupei, Tecuci, România – d. 21 decembrie 1930, Galați, România) a fost un poet, avocat, jurnalist și activist socialist român, cunoscut deoarece a tradus, în 1907, imnul de stânga „Internaționala” în limba română.

## Biografie
Buzdugan s-a născut pe 3 iulie 1870 în Coasta Lupii, într-o familie de răzeși moldoveni. A absolvit studii primare la Babadag și la Gimnaziul Real din Tulcea, apoi la Colegiul Național „A. T. Laurian” din Botoșani și la Colegiul Național „Sfântul Sava” din București. A urmat studii universitare la Facultatea de Drept a Universității din București, iar din 1902 a fost avocat în Baroul Covrului.
C. Z. Buzdugan a aderat încă din tinerețe la mișcarea socialistă. A fost, pe rând, prim-redactor al revistei literare Tinerimea unită, apărută într-un singur număr la București (mart./apr. 1890), redactor la ziarul politic social-democrat Lucrătorul din Galați (1892-1893), redactor la revista ieșeană Evenimentul literar (1892), redactor, alături de Theodor Voicu, al publicației literare Revista pentru toți, apărută la București (1892) și secretar de redacție la ziarul bucureștean Munca. A făcut parte din comitetul de redacție al Revistei de drept, sociologie și economie politică, apărută în perioada 1898-1904, inițial la Paris, apoi la București. În 1902, Buzdugan înființat alături de Ion C. Frimu, Al. Ionescu și Dumitru Theodor Neculuță ziarul bucureștean de orientare socialistă România Muncitoare. După ce socialiștii au început colaborarea cu PNL, el a scos la Galați, împreună cu Deodat A. Țăranu și Mihai Pastia ziarul național liberal Votul universal, fiind o perioadă și conducătorul ziarului, între 1906-1908. La începutul anilor 1900, C. Z. Buzdugan era unul dintre cei mai cunoscuți socialiști români.
El a făcut parte, alături de Z. Filotti, C. Rășcanu, M. G. Orleanu și Corneliu Botez, din conducerea ,,Comitetului pentru ajutorarea refugiaților”, constituit la 11 oct. 1916.
Buzdugan a scris și poezii creștine, cea mai celebră fiind Clopotele de Paști, pusă pe muzică de Nicu Alifantis.
Buzdugan a tradus din mai mulți scriitori francezi, printre care Charles Baudelaire, Albert Samain, Victor Hugo, Paul Verlaine, Sully Prudhomme, Alfred de Musset.
În 1913, împreună cu G. Arămescu, Dr. Carnabel și I. Tohăneanu, a fondat la Galați Universitatea Populară, una dintre primele universități populare din țară, numărându-se ani la rând și printre conferențiarii acesteia. 
El a fost căsătorit cu Eliza Rosiade-Buzdugan, având împreună o fiică, Cornelia Buzdugan-Hașeganu. În casa lor era organizat „Cenaclul artistic literar”. C. Z. Buzdugan s-a aflat și printre inițiatorii ridicării bustului lui Mihai Eminescu la Galați. După decesul soției în 1921, devenind tot mai sigur și își pierde vederea. Pe 21 decembrie 1930, poetul Constantin Z. Buzdugan s-a sinucis.